# پارک ۵۱
پارک ۵۱ (انگلیسی: Park51) یک مرکز اسلامی و ساختمان ۱۳ طبقه در نیویورک است.